# Constel·lació de la Sageta
|  | No s'ha de confondre amb Constel·lació de Sagitari. |

La Sageta (Sagitta) és una petita constel·lació de l'hemisferi nord que està situada entre les constel·lacions d'Hèrcules, la Guineueta, el Dofí i l'Àguila. És una de les 88 constel·lacions modernes, definides per la Unió Astronòmica Internacional, i també una de les 48 que Claudi Ptolemeu va descriure a l'Almagest. El seu estel més brillant és Gamma de la Sageta.
Situada molt lluny al nord del pla de l'eclíptica, aquesta constel·lació es pot veure des de tot l'hemisferi nord i només és invisible des de la part més meridional de la Terra.

## Característiques destacables

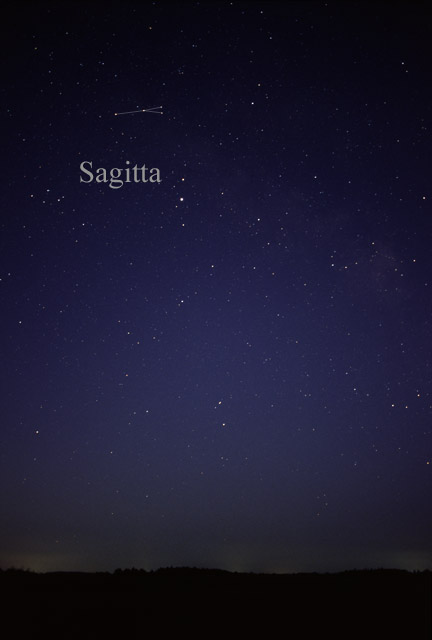
Constel·lació de Sagitta

γ Sagittae, gegant vermella de tipus espectral M0III, és l'estrella més brillant de Sagitta. De grans dimensions, té un radi 55 vegades més gran que el radi solar.
El segueix en brillant δ Sagittae, també una geganta vermella encara que catalogada com M2II, és una gegant lluminosa 2.800 vegades més lluminosa que el Sol i quatre vegades més que γ Sagittae. A més és una binària espectroscòpica, sent el seu acompanyant una calenta estrella de tipus B9.5V.
La tercera estrella quant a brillantor és α Sagittae, coneguda com a Sham. És també una geganta lluminosa, però de tipus espectral G1II.
Una altra estrella de la constel·lació, 15 Sagittae, és una nana groga de tipus espectral G0V semblant al Sol. Es troba a 58 anys llum de distància i sembla ser més jove que la nostra estrella. Està físicament vinculada amb una nana marró que empra 73,3 anys a completar una òrbita al seu voltant.
U Sagittae és una binària eclipsant composta per una estrella blancablada de tipus espectral B8V, la component primària, i una gegant groga de tipus G2III-IV, la component secundària. El seu període orbital és de 3,3806 dies, sent la òrbita pràcticament circular (ε = 0,03).
Una altra variable a destacar és FG Sagittae, una supergegant que es troba al centre de la nebulosa planetària Hen 1-5. Ha evolucionat significativament en els darrers anys, canviant el seu tipus espectral de B4Ia el 1955 a A5Ia el 1967, a F6Ia en 1972 i actualment és una estrella taronja de tipus espectral K2Ib. Des de la dècada de 1990 es comporta com una variable R Coronae Borealis, amb enfosquiments i recuperacions parcials produïts per pols que enfosqueix l'estrella.
També és d'interès WZ Sagittae, prototip d'una subclasse de variables cataclísmiques que porta el seu nom. El seu darrer esclat va tenir lloc el 2001, però prèviament se n'havien registrat d'altres el 1913, 1946 i 1978.
WR124, coneguda com a estrella de Merrill o QR Sagittae, és una estrella de Wolf-Rayet de tipus espectral WN8h i 44.700 K de temperatura. Considerant que es troba a una distància estimada de 6.400 pàrsecs, la seva lluminositat és 575.000 vegades més gran que la del Sol. Està envoltada de grumolls de gas incandescent que formen la nebulosa M1-67 circumdant.
A Sagitta es localitza el cúmul globular M71, distant 13.000 anys llum de la Terra. Va ser descobert per Philippe Loys de Chéseaux en 1746 i inclòs per Charles Messier en el seu catàleg d'objectes en 1780. La variable Mira Z Sagittae és membre d'aquest cúmul.
D'altra banda, SNR G054.1+00.3 és una resta de supernova en aquesta constel·lació; es creu que la seva explosió com a supernova va tenir lloc fa entre 2.000 i 3.000 anys, i va deixar com a romanent estel·lar al púlsar PSR J1930+1852.

## Estrelles principals

### Sham (α Sagittae)
Alfa de la Sageta, (α Sagittae), també conegut com a Sham, és l'únic estel de la constel·lació que porta un nom. Amb una magnitud aparent de +4,38, no és l'estel més brillant de la constel·lació, és superada per γ i δ Sagittae. És un estel gegant lluminós, G1, el seu diàmetre és 28 vegades més gran que el del Sol, situat a uns 473 anys llum de la Terra.

### γ Sagittae
Gamma de la Sageta (γ Sagittae) és l'estel més brillant de la constel·lació de la Sageta amb una magnitud aparent de +3,5. γ Sagittae és una gegant vermella 55 vegades més gran que el Sol i que ha començat la fusió del seu heli en el seu nucli, compost d'una mescla d'oxigen i carboni.

### Altres estrelles
Cap de les altres estrelles de la constel·lació de Sagitta és molt brillant.δ Sagittae (magnitud +3,82) és un poc menys lluminosa que γ Sagittae, mentre que β Sagittae se sembla molt a Sham per la magnitud, la distància i el tipus espectral.

### Taula de recapitulació de les estrelles de Sageta
| Estrella          | Magnitud aparent | Magnitud absoluta | Distància (anys llum) | Tipus espectral |
| ----------------- | ---------------- | ----------------- | --------------------- | --------------- |
| γ Sagittae        | 3,51             | -0,23             | 274,1                 | K5III           |
| δ Sagittae        | 3,68             | -1,30             | 448,1                 | M2II + B6       |
| Sham (α Sagittae) | 4,38             | -1,42             | 473,4                 | G0II            |
| β Sagittae        | 4,39             | -1,38             | 466,7                 | G8II            |

Nota: Els valors numèrics provenen de les dades mesurades pel satèl·lit Hipparcos

## Objectes de l'espai profund
L'únic objecte de l'espai profund de la constel·lació és el cúmul globular Messier 71, situat a uns 13.000 anys llum de nosaltres i amb una magnitud aparent de +6. Va ser descobert l'any 1746 per l'astrònom suís Jean-Philippe Loys de Chéseaux (1718 – 1751) i fins als anys 70 del segle xx va ser considerat un cúmul obert.

## Història

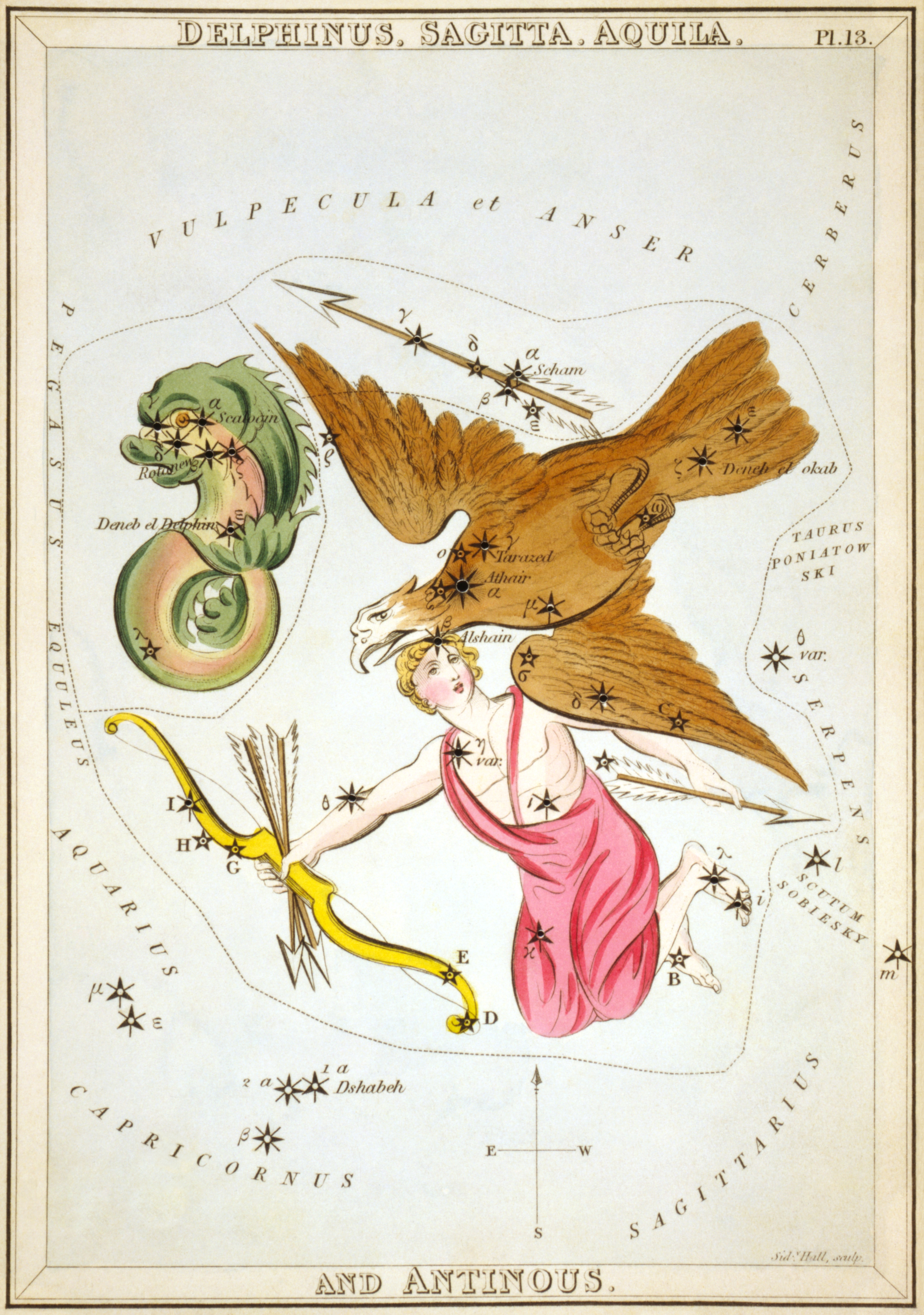
Sageta es pot veure sobre l'Àguila en aquesta làmina de Urania's Mirror (1825)

Els antics grecs anomenaven a Sagitta Oistos 'la fletxa'. Sagitta és una de les constel·lacions Ptolemaiques, encara que en aquell temps era molt més petita (devers 4 graus quadrats). Se la considerava l'arma que Hèrcules va utilitzar per matar l'àliga (Aquila) de Jove que rosegava perpètuament el fetge de Prometeu. Sagitta es troba més enllà del límit nord de Aquila, l'Àguila. Un naturalista aficionat, el polímata Richard Hinckley Allen va proposar que la constel·lació podria representar la fletxa llançada per Hèrcules cap a les aus estinfalianes adjacents (que apareixen a El sisè treball d'Hèrcules) que tenien urpes, becs i ales de ferro, i que vivien de carn humana als pantans d'Arcàdia—denotats al cel per les constel·lacions d'Aquila l'Àguila, Cygnus 'el Cigne', i Lyra 'el Voltor'— i que encara es troben entre elles, per això el títol d'Hèrcules. L'erudit grec Eratòstenes la va reivindicar com la fletxa amb què Apol·lo va exterminar els Cíclops. Els romans la van anomenar Sagitta.
En el passat Sham designava a la constel·lació completa en lloc de només α Sge. Aquesta constel·lació és un dels casos en què Johan Bayer falla anomenant les estrelles en l'ordre correcte, en aquest cas inclús degradà l'estrella més brillant fins al grau γ. Es pot trobar un altre exemple de judici equivocat a la Constel·lació del Sagitari.
El nom grec també s'ha traduït erròniament com ὁ istos 'el teler' i així en àrab al-nawl. També es deia al-'anaza 'pica/javelí'.

## Mitologia
Encara que Sagitta no conté cap estrella brillant, moltes cultures hi han vist una fletxa, entre elles els Perses, Hebreus, Grecs, i Romans. Degut a això hi ha diferents històries que intenten explicar el significat de Sagitta. Les dues més importants tenen en compte les constel·lacions veïnes d'Hèrcules, que fou identificat en els primers temps com un cérvol, (a l'oest) i Aquila a l'est.
Segons la primera el tità Prometeu robà el foc als déus i el portà als mortals, d'aquesta manera irrità tant a Zeus que fou encadenat a una roca on una àguila (representada per Aquila) li menjava el fetge cada dia; com que Prometeu era immortal creixia de nou cada dia, i l'àguila retornava per menjar-ho una altra vegada... Heracles (identificat amb el Romà Hèrcules) el salvà d'aquest càstig sense fi en el curs d'un dels seus Dotze Treballs matant l'au amb una fletxa i deixant-lo lliure.
Una altra història relata com Heracles matà les Aus Estimfàlides, que terroritzaven l'Arcàdia, amb un petarrelleig. Les mateixes aus estimfàlides eren identificades com a Aquila, Cygnus i Lyra.
Més tard Sagitta fou interpretada com a la fletxa de Cupido o com una sageta llançada per Sagittarius a Scorpius. Altres interpretacions consideren que la fletxa fou llançada per Centaurus a Aquila, donat que Centaurus està de cara a la direcció correcta i en un angle apropiat respecte a la sageta, mentre Sagittarius és immediatament a sota i de cara en la direcció oposada.
Com a resultat de les interpretacions, en les que Centaure havia llençat la sageta, pot esdevenir el mite en què Quiró (identificat habitualment amb Centaure), havia estat ferit dolorosament per Heracles, abandonà la seva immortalitat per no sofrir més, i prengué el lloc de Prometeu, Heracles/Quiró llavors mata Aquila per no patir com Prometeu. I Aquests, juntament amb Lupus haurien format la base de la llegenda del porc senglar d'Erimant (un dels treballs d'Hèracles).

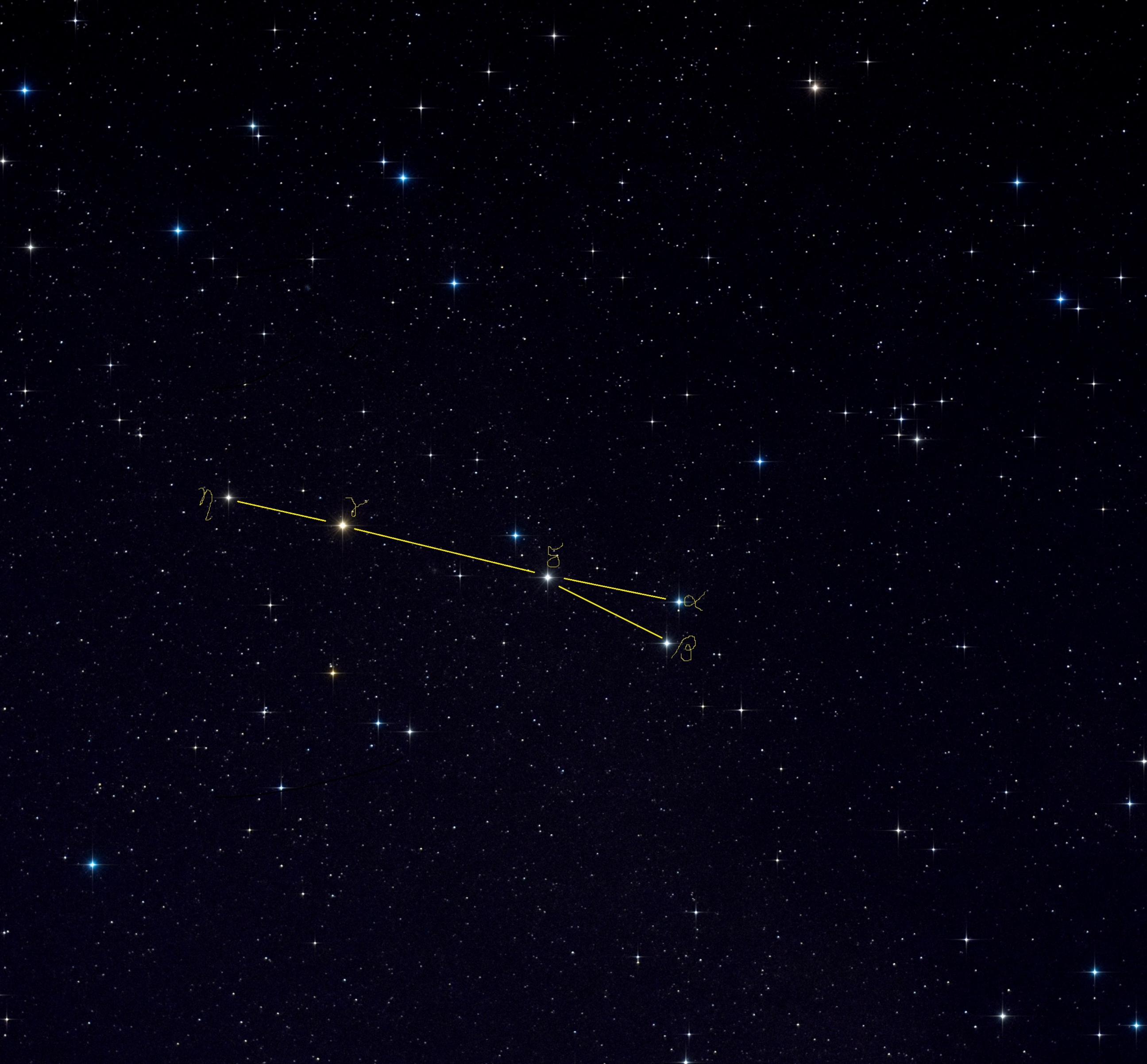
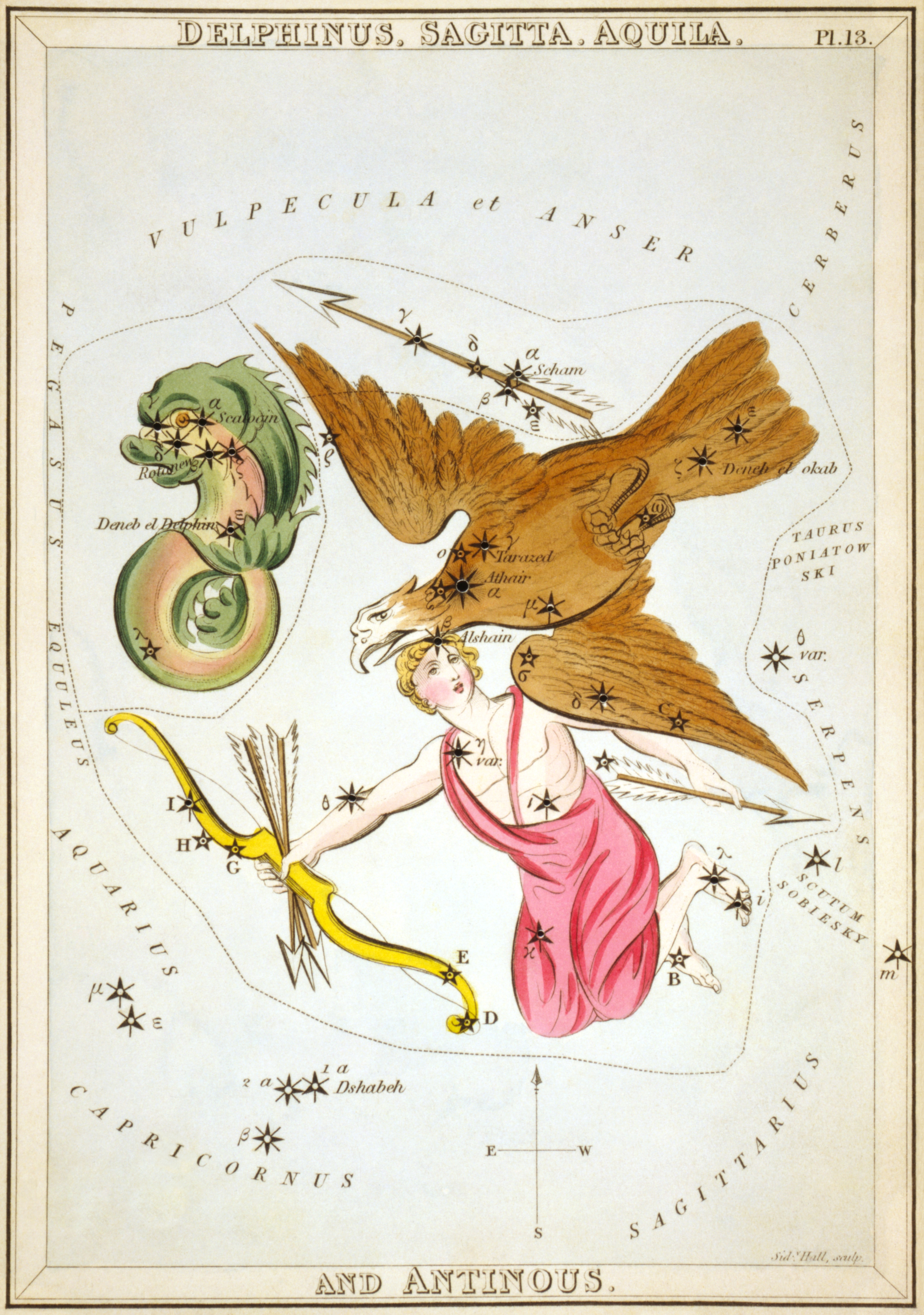